# Alita: Battle Angel
Alita: Battle Angel is een Amerikaanse-Canadese-Japanse cyberpunkfilm uit 2019, geregisseerd door Robert Rodriguez. Het is een verfilming van de mangareeks Gunnm van Yukito Kishiro.

## Plot
Het verhaal in de film draait om de afgeschreven cyborg Alita. Zij wordt gered door een dokter die haar probeert te repareren om haar weer tot leven te wekken. Dit lukt, maar Alita weet zich niets meer te herinneren uit het verleden. Dan wordt duidelijk dat Alita een zeer getalenteerd vechtkunstenaar is. Met deze vaardigheid besluit ze premiejager te worden om af te rekenen met gevaarlijke criminelen.

## Rolverdeling
| Acteur              | Personage        |
| ------------------- | ---------------- |
| Rosa Salazar        | Alita            |
| Christoph Waltz     | Dr. Dyson Ido    |
| Jennifer Connelly   | Chiren           |
| Mahershala Ali      | Vector           |
| Keean Johnson       | Hugo             |
| Ed Skrein           | Zapan            |
| Jackie Earle Haley  | Grewishka        |
| Jorge Lendeborg Jr. | Tanji            |
| Lana Condor         | Koyomi           |
| Eiza González       | Nyssiana         |
| Idara Victor        | Gerhad           |
| Jeff Fahey          | McTeague         |
| Rick Yune           | Master Clive Lee |
| Marko Zaror         | Ajakutty         |
| Elle LaMont         | Screwhead        |
| Leonard Wu          | Kinuba           |
| Casper Van Dien     | Amok             |
| Edward Norton       | Nova             |
| Michelle Rodriguez  | Gelda            |
| Jai Courtney        | Jashugan         |

## Productie
In april 2016 werd vermeld dat Maika Monroe, Rosa Salazar en Zendaya nog in de race waren voor de hoofdrol van Alita. Nadat ook bekend werd dat Bella Thorne auditie had gedaan werd eind mei 2016 bekendgemaakt dat de rol ging naar Salazar. In augustus 2016 werd vermeld dat Christoph Waltz in onderhandeling was voor de rol  van Dr. Dyson Ido. Na het afronden van de opnames werd op 22 februari 2017 Michelle Rodriguez nog toegevoegd aan de cast door middel van reshoots.

### Muziek
Op 8 december 2017 werd aangekondigd dat Tom Holkenborg beter bekend als Junkie XL de filmmuziek zou gaan componeren. Op 17 december 2018 werd bekendgemaakt dat Dua Lipa verantwoordelijk is voor de filmsong, getiteld "Swan Song". Het nummer en de officiële videoclip werden op 24 januari 2019 vrijgegeven. De videoclip werd geregisseerd door Floria Sigismondi. De originele soundtrack van Holkenborg verscheen op 15 februari 2019 op het label Milan Records.

## Prijzen en nominaties
De belangrijkste:
| Jaar | Prijs            | Categorie                             | Genomineerde(n)                       | Uitslag     |
| ---- | ---------------- | ------------------------------------- | ------------------------------------- | ----------- |
| 2020 | Satellite Awards | Beste geanimeerde of mixed media film | Beste geanimeerde of mixed media film | Genomineerd |
| 2020 | Satellite Awards | Beste filmsong (voor "Swan Song")     | Beste filmsong (voor "Swan Song")     | Genomineerd |
| 2020 | Satellite Awards | Beste visuele effecten                | Joe Letteri & Eric Saindon            | Gewonnen    |